# 드미트리 키타옌코

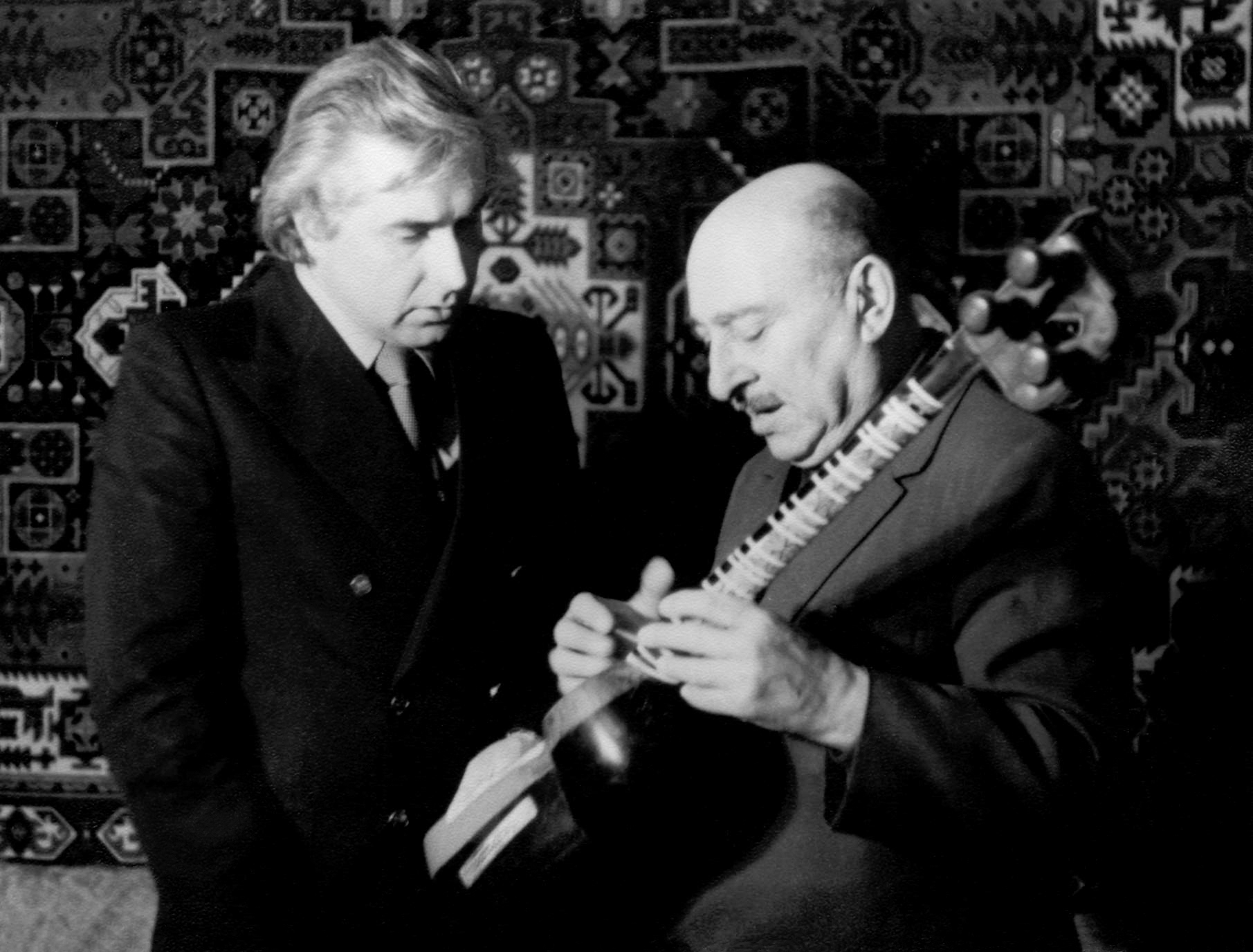

드미트리 게오르기예비치 키타옌코(러시아어: Дмитрий Георгиевич Китаенко, 1940년 8월 18일 ~ )는 러시아의 음악 지휘자이다. 레닌그라드(상트페테르부르크)에서 태어났으며, 글린카 음악원·레닌그라드 음악원(상트페테르부르크 음악원)·모스크바 음악원에서 공부했다. 1969년 제1회 카라얀 경연대회에서 입상했다. 1976년 키릴 콘드라신에 이어 모스크바 필하모니 교향악단에 임명되어 1990년까지 재직했다. 1988년 서울 올림픽 문화행사에 모스크바 필하모니를 이끌고 방한, 소련 지휘자로는 처음으로 대한민국에서 공연을 한 경력이 있다. 1990년부터 독일 프랑크푸르트 라디오 심포니 오케스트라(현 hr 심포니 오케스트라)·스위스 베른 심포니·노르웨이 베르겐 필하모닉 오케스트라의 상임지휘자를 겸임하다 1999년 ~ 2004년 대한민국의 KBS교향악단 상임지휘자로 일한 바 있다. 그 후 스위스를 중심으로 여러 악단의 객원 지휘자로 활동하고 있다.